# 藤田真奈
藤田 真奈（ふじた まな、6月22日 - ）は、フリーアナウンサー。大阪府吹田市出身。とちぎ未来大使。

## 来歴
- 阪神淡路大震災をきっかけに、小学校6年生からアナウンサーを目標にしていた。関西学院大学卒業[1]、2010年に長野県のコミュニティテレビこもろにアナウンサーとして就職する。2017年、とちぎテレビに入社し同局のアナウンサーとなった[2]。 2022年3月、とちぎテレビを退社しフリーアナウンサーになる。

- 2018年7月の週刊ポストでは「県民が選んだNo.1アナ」の栃木県に選ばれた。
- 2020年10月の週刊ポストでは「地元民に愛される女子アナ」の栃木県に選ばれた。
- 2023年
  - 8月26日、宇都宮ライトレール宇都宮芳賀ライトレール線開業式の司会を務める[2]。
  - 10月26日、栃木県知事よりとちぎ未来大使に任命される[2]。

## 人物
- 趣味はゴルフ、温泉巡り、日本酒の研究。特技は水泳、食べること。
- 好きな食べ物は、宇都宮市のフルーツダイニングパレットのいちごサンド。2019年の下野新聞には、闘病中の父親が唯一美味しく食べることができた食べ物として紹介されている。一方、嫌いな食べ物は特になく、虫やカラスも食べた事がある。

- コミュニティテレビこもろ在籍中には、フジテレビの#nakedEve」で地方で活躍するアナウンサーとして紹介され、仕事への思いや結婚観などについて語っている。

## 出演番組

### 現在

#### とちぎテレビ
- とちテレNEWS9（火 - 木曜メインキャスター 2024年4月 - ）

#### CRT栃木放送
- ACCENT！（水曜パーソナリティ 2024年4月3日 - ）
- ナンバーX（2024年4月6日 - ）
- ミライを照らせ 〜KOSEN＊Passport to the world〜（2025年1月4日 - ）
- toy box（不定期 2023年4月 - )

#### RADIO BERRY
- Berry Good Jazz（MC 2024年4月6日 - ）

### 過去

#### とちぎテレビ
- おはよう!とちぎの朝（2017年10月 - 2018年3月）
- とちテレNEWS (定時ニュース)
- 満喫!とちぎ日和 (ナレーション)
- イブニング6Plus (中継担当)
- とちテレニュースLIFE（月・火曜サブキャスター 2018年4月 - 2019年3月）
- イブ6プラス （ニュース 2019年4月2日 - 2022年3月25日、2023年1月 - 2024年3月)
- ナイトニュース9 （2019年4月2日 - 2022年3月25日、2023年1月 - 2024年3月)
- 柱憲・麗華の全力ゴルフマッチ ガチゴル MC
- とちテレスポーツニューススペシャル国体速報 いちご一会とちぎ国体」（MC 2022年10月）

#### CRT栃木放送
- Accent～アクセント～（水曜パーソナリティ 2023年1月4日 - 2023年3月31日）
- ミキシング!（水曜パーソナリティ 2023年4月 - 2024年3月）